# André-Joseph Exaudet
André-Joseph Exaudet (auch Exaudé; * 1710 in Rouen; † 1762 in Paris) war ein französischer Komponist und Violinist.

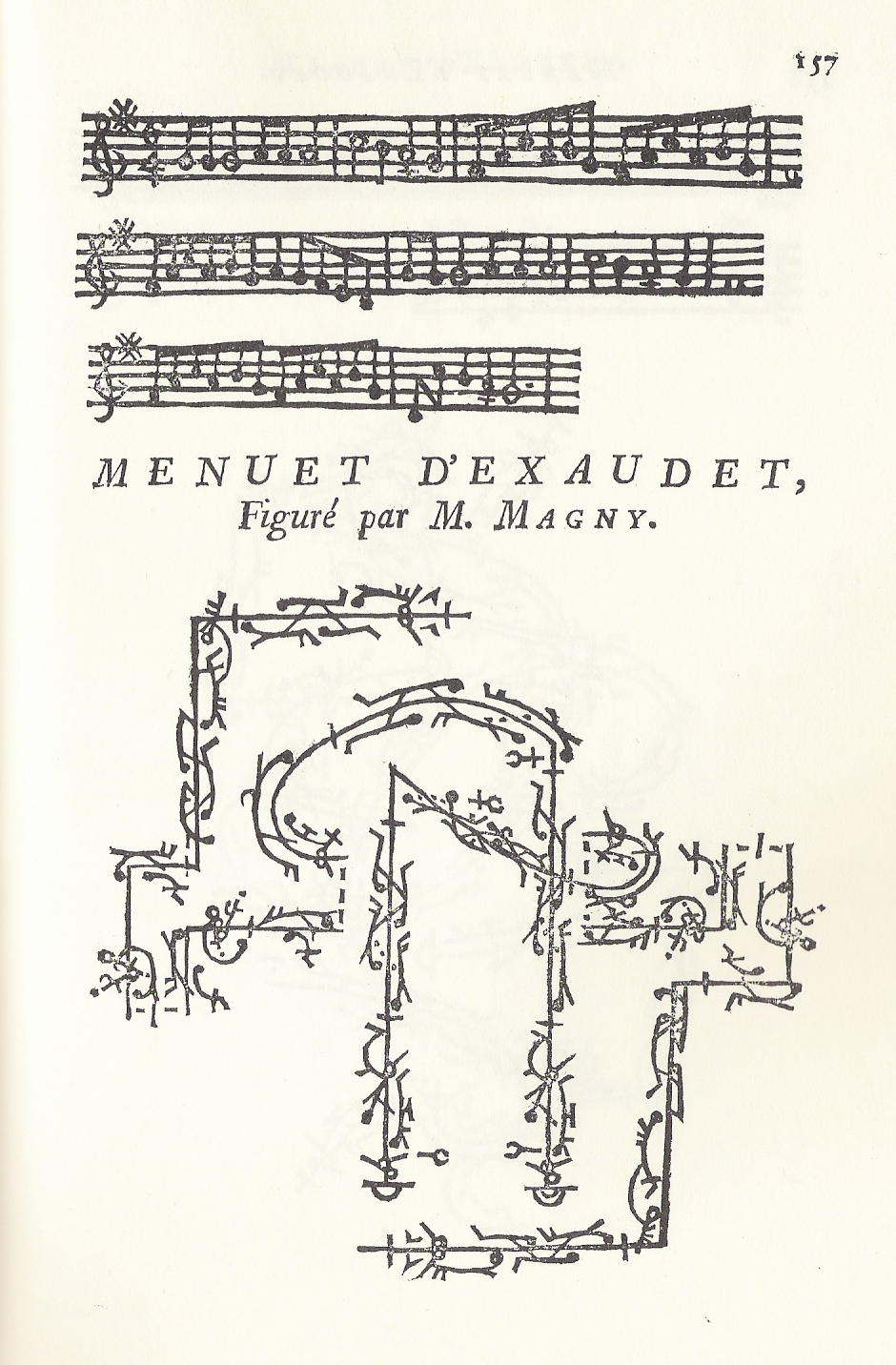
Schrittfolge des Exaudet Menuets in Magnys „Principes de chorégraphie“, Paris, 1765

## Leben
André-Joseph Exaudet war erster Violinist der „Académie de Musique“ in Rouen. Ab 1744 wirkte er in Paris und kündigte umgehend im „Mercure de France“ das Erscheinen einer Sammlung mit 6 Triosonaten an. 1749 wurde Exaudet an die „Académie Royale de Musique“ berufen, wo er als Repetitor und Solist tätig war. 1751 trat er zum ersten Mal bei den Konzerten des Concert spirituel auf und wurde Mitglied der Vingt-quatre Violons du Roy. Im Jahr 1758 wurde er „Ordinaire de la musique de la chambre du roi“. Exaudet war auch als „maître de violon“ am Hof des Prinzen von Condé tätig.

## Wirkung
Seine Werke für Violine enthalten sowohl technische und formale Innovationen. Dazu zählen die Erweiterungen des Doppel- und Dreifachgriffspiels bis in die 9. und 10. Lage, der Doppeltriller und komplexe neuartige Bogenführungen, welche sein Werk durchziehen. Unvergessen blieb er durch ein Menuet, welches in mehreren Bearbeitungen weitergegeben wurde, so 1763 von Pierre-Montan Berton und Johann Gottfried Eckard (1735–1809), 1764 bearbeitete L’Abbé le Fils das Thema. Von Exaudet stammt ebenfalls die zu einem Revolutionslied gewordene Melodie „L’Arbre heureux“.

## Werke
- 6 Sonaten für Violine und B.c. (1744)
- 6 Triosonaten für 2 Violinen und B.c. (als Finale der ersten Sonate, das berühmt gewordene Menuet) (1751)
- 12 Sonaten für Violine solo op. 3 (1760)
- Concert à cinq, mit Solovioline